# George Venables-Vernon (8e baron Vernon)
Pour les articles homonymes, voir Vernon.
George Francis Augustus Venables-Vernon, 8e baron Vernon, né le 28 septembre 1888 et mort à Malte le 10 novembre 1915,, est un diplomate, militaire et aristocrate britannique, mort à la guerre durant la Première Guerre mondiale.

## Biographie
Le titre de baron Vernon est créé en 1762 par le roi George III et conféré à George Venables-Vernon, homme politique et propriétaire de Sudbury Hall. George Francis Venables-Vernon est son descendant. Ayant une sœur aînée et un frère cadet, il est le deuxième enfant et fils ainé de George William Venables-Vernon, 7e baron, et de Frances Lawrence, fille d'un riche banquier américain. Le garçon n'a que dix ans à la mort de son père, et hérite alors de son titre. Sa mère souffrant de maladie mentale, il est élevé par sa tante, et éduqué au collège d'Eton, puis étudie au collège Christ Church de l'université d'Oxford. En 1902 il est page au couronnement du roi Édouard VII,,.
En 1906, à l'âge de 18 ans, il intègre brièvement le régiment d'infanterie montée Derbyshire Yeomanry, avec le grade de 2d lieutenant. Pour autant, jeune homme établi dans le village de Poynton dans le Cheshire, il mène une vie somptueuse et quelque peu dissipée ; il se voit « fréquemment » infliger des amendes pour excès de vitesse avec sa voiture motorisée. En 1908 il « laiss[e] derrière lui son mode de vie extravagant » et intègre le corps diplomatique. Il est fait attaché honorifique au service diplomatique britannique à Constantinople. De 1909 à 1914, il est rattaché à la légation britannique à Munich.
En août 1914 il réintègre volontairement le régiment Derbyshire Yeomanry. Il est fait capitaine, et déployé avec les forces britanniques en Égypte, puis à la campagne des Dardanelles. C'est durant celle-ci qu'il est atteint de dysenterie. Il en meurt à Malte, colonie britannique, le 10 novembre 1915 à l'âge de 27 ans, et est inhumé sur l'île au cimetière militaire de Pietà. Il est l'un des quarante-trois parlementaires britanniques morts durant la Guerre et commémorés par un mémorial à Westminster Hall, dans l'enceinte du palais de Westminster où siège le Parlement.
Jamais marié, il n'a pas d'enfant, et c'est son frère Francis qui devient le 9e baron Vernon. Lieutenant commander dans la Royal Navy durant la Grande Guerre, il y survit et meurt en 1963.